# 三氟乙酸亚铜
三氟乙酸亚铜是一价铜的三氟乙酸盐，化学式为CF3COOCu。

## 制备
三氟乙酸亚铜可由氧化亚铜和三氟乙酸酐在干燥的苯中于60-70℃反应，得到苯加合物。将苯加合物在真空中加热至110-120℃升华，得到纯品。

## 加合物
三氟乙酸亚铜可以形成若干加合物，如Cu4(CF3COO)4(C6H6)2、Cu4(CF3COO)4(EtC≡CEt)2等。